# Chapada dos Veadeiros Nemzeti Park
Chapada dos Veadeiros Nemzeti Park Brazília egyik nemzeti parkja, amely Goias állam északkeleti részében található, 200 km távolságra Brasiliától. 1961. január 11-én alapították, területe 655 km². A Chapada dos Veadeiros fennsík becsült kora 1,8 milliárd év. Az utolsó érintetlen trópusi szavannák egyike, melyen a WWF jelentése szerint Brazília növény- és állatfajainak egyharmada megtalálható. A cerradónak nevezett területeknek csupán 30%-a élte túl az emberi pusztítást.
A park területén olyan növény- és állatvilág valamint élőhelyek találhatóak, amelyek a cerrado szavannát jellemzik, amely egyike a világ legöregebb és legváltozatosabb trópusi ökoszisztémáinak. Évezredek alatt több faj számára szolgált menedékként az éghajlatváltozás időszakai alatt.
Tengerszint feletti magassága 600 és 1650 méter között van, a legmagasabban fekvő síkság Közép-Brazíliában. A park legmagasabb pontja Serra da Santana. Az átlagos évi középhőmérséklet 24-26 °C, a minimum 4-8 °C között, a maximum 40-42 °C között van.
Kőzetformációi egyike a legöregebbeknek a bolygón, kvarc előbukkanó kristályokkal. Ezeket a köveket Japánban és Angliában az iparban használják, de napjainkban a természetgyógyászatban is keresett lett.
A terület erdeiben az orchideák több mint 25 faja lelhető fel. A park legnagyobb folyója a Rio Preto, a Tocantins folyó egyik mellékfolyója. A Rio Preto igen gazdag vízesésekben, a Rio Preto-vízesés 120 m magas. A kanyonok szintén gyönyörűek, falaik kb. 40 méter magasak, és völgyek közel 300 méter hosszúak.
A park állatvilágában sok a kihalással veszélyeztetett faj, ilyen a pampaszarvas, lápi szarvas, sörényes farkas, jaguár, nandu, vöröslábú kígyászdaru, tapeti, óriástatu, vízidisznó, dél-amerikai tapír, lajhár, tukán, hollókeselyű és a királykeselyű.

## Fordítás
- Ez a szócikk részben vagy egészben  a   Chapada dos Veadeiros című angol Wikipédia-szócikk ezen változatának fordításán alapul.  Az eredeti cikk szerkesztőit annak laptörténete sorolja fel. Ez a jelzés csupán a megfogalmazás eredetét és a szerzői jogokat jelzi, nem szolgál a cikkben szereplő információk forrásmegjelöléseként.